# Lokomotiva 726
Lokomotivy řady 726 (do roku 1987 řada T 444.1) byly československé motorové lokomotivy s hydrodynamickým přenosem výkonu určené pro posun a lehčí traťovou službu v osobní i nákladní dopravě. Tato řada byla odvozena od starší 725, oproti níž je vybavena topným agregátem pro vytápění souprav a na konstrukci celého stroje bylo provedeno několik dalších změn. Řada 726 byla vyvinuta firmou ČKD Praha, ale výroba byla z kapacitních důvodů přesunuta do slovenského podniku TS Martin.